# Музей науки и промышленности (Чикаго)
Музей науки и промышленности (англ. Museum of Science and Industry, сокр. MSI) — находится в городе Чикаго, штат Иллинойс, США, в административном районе Гайд-парк рядом с озером Мичиган. Музей расположен в здании бывшего Дворца изящных искусств Всемирной колумбийской выставки 1893 года. Деньги на открытие музея выделил президент крупной торговой сети «Сирс, Робак и Компания» Юлиус Розенвальд. Музей был открыт в 1933 году по случаю выставки «Столетие прогресса».
Среди экспонатов музея — работающая угольная шахта, немецкая подводная лодка U-505, захваченная в ходе Второй мировой войны, модель железной дороги, первый пассажирский дизель-поезд США Pioneer Zephyr, а также космический корабль, участвовавший в миссии «Аполлон-8».
Если в 2006 году по числу посетителей среди музеев и аттракционов Чикаго данный музей занимал 4-е место, то уже в следующем, 2007 году он поднялся в рейтинге на 2-е место.

## Галерея

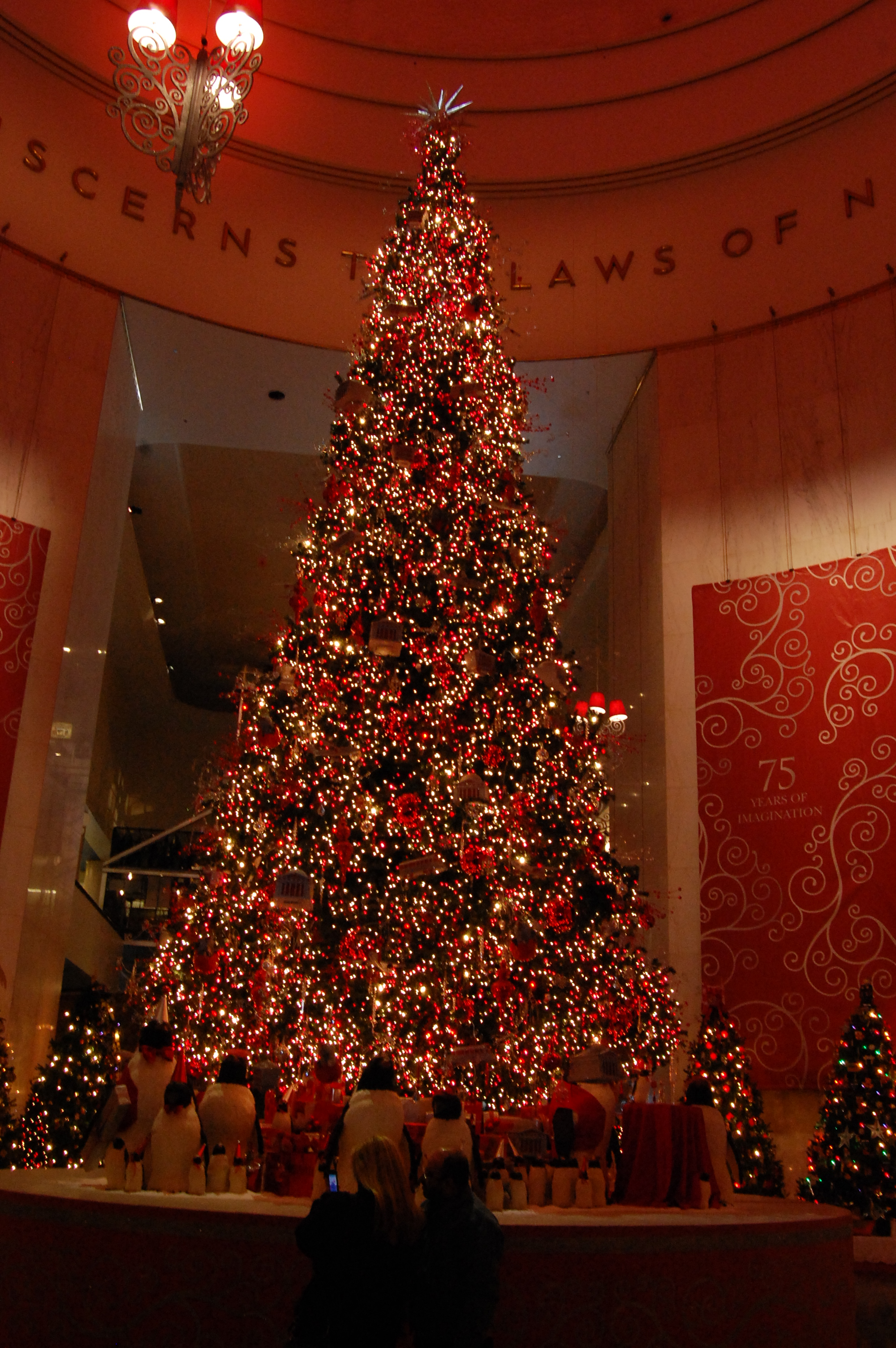
Ёлка в фойе музея
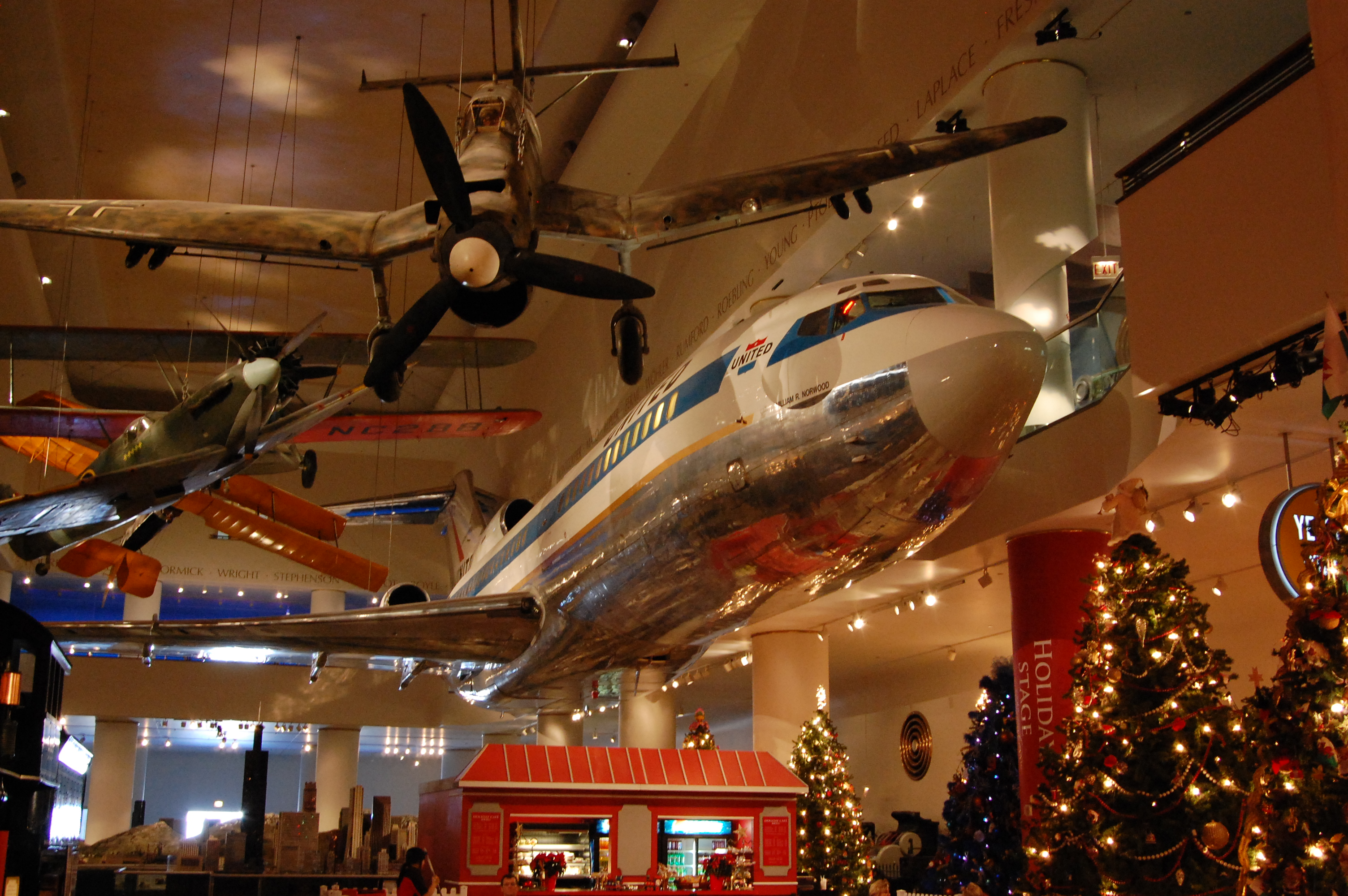
Зал авиации
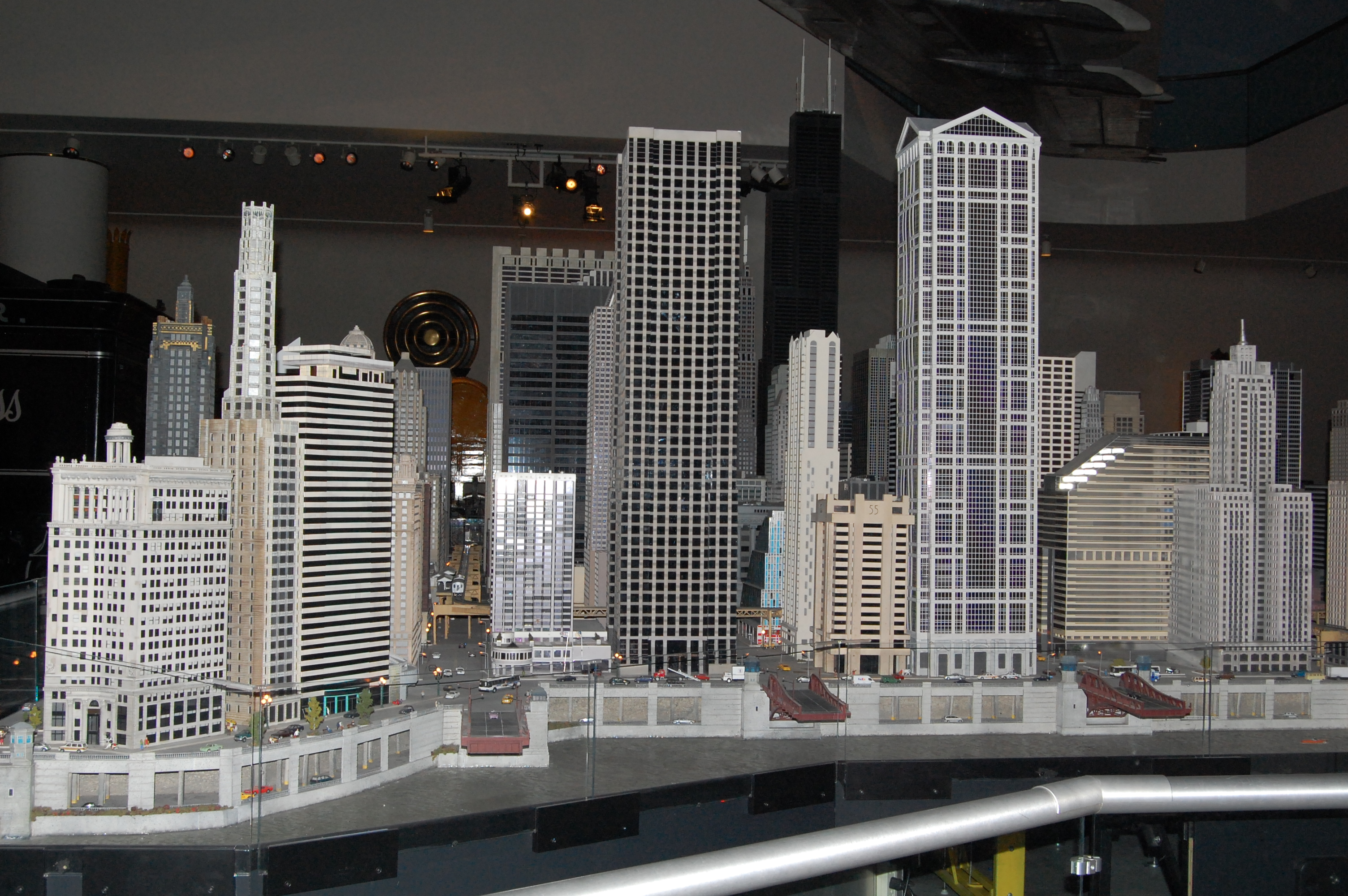
Фрагмент макета города
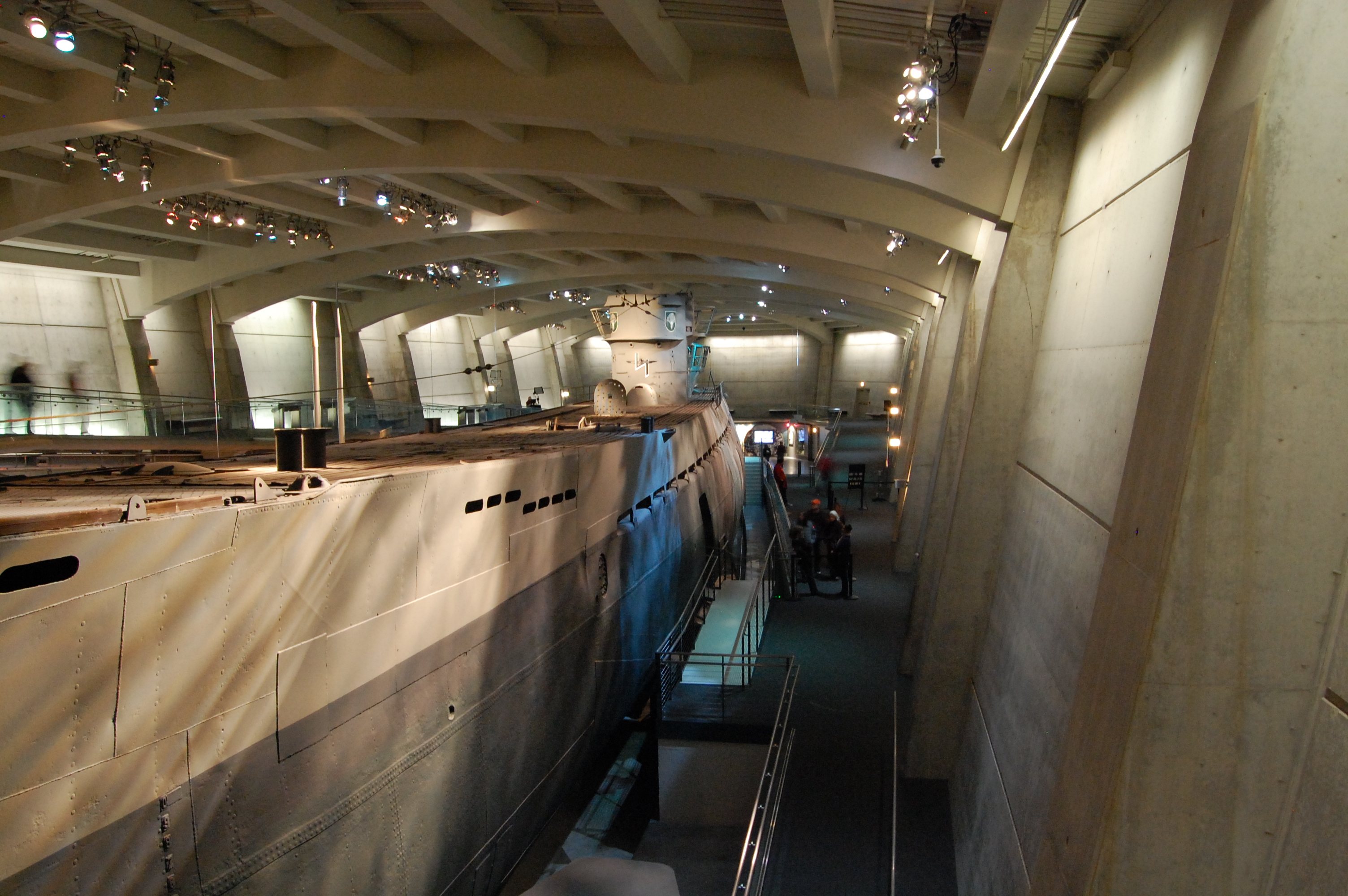
U-505
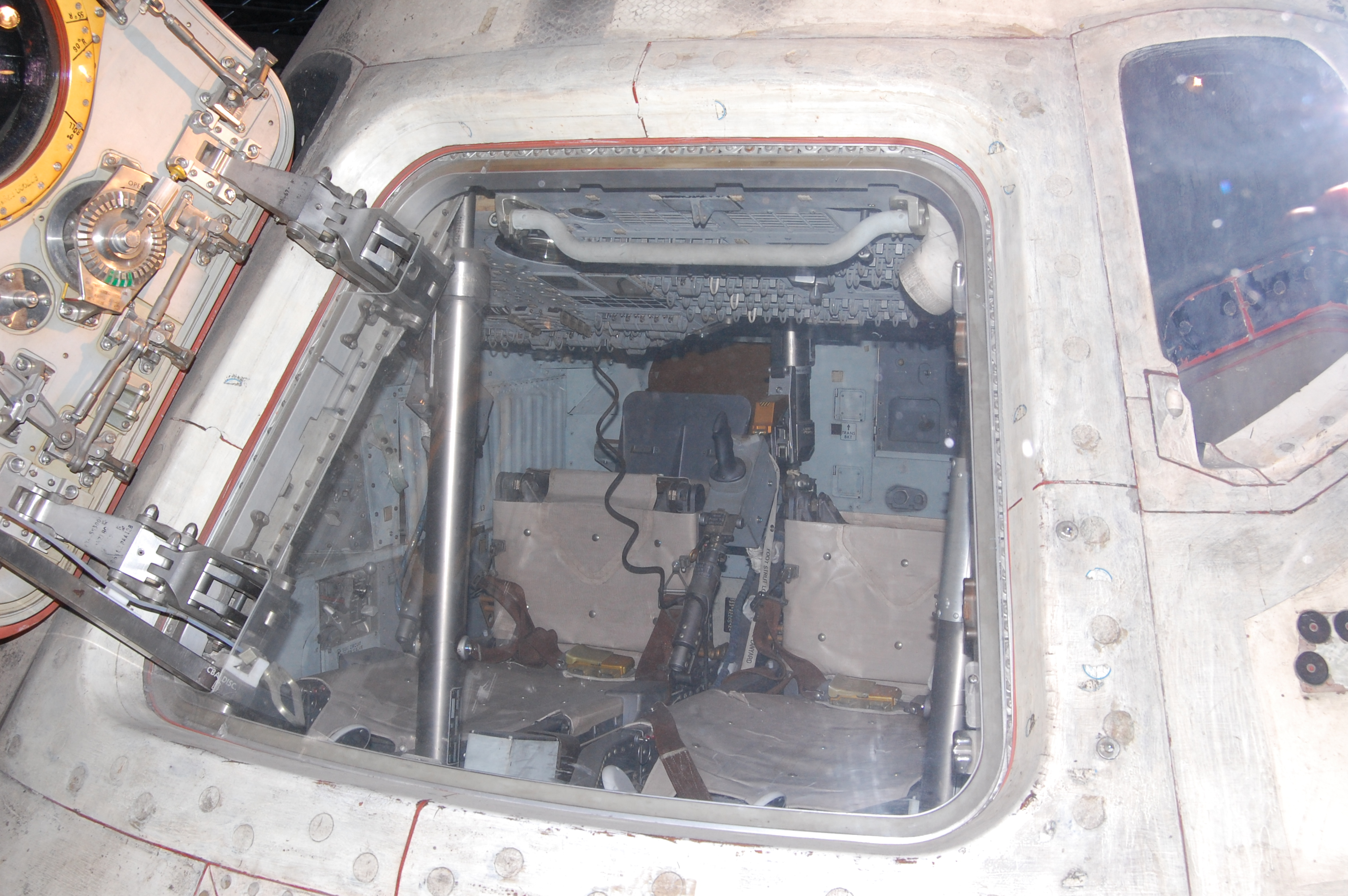
Отсек экипажа корабля «Аполлон-8»
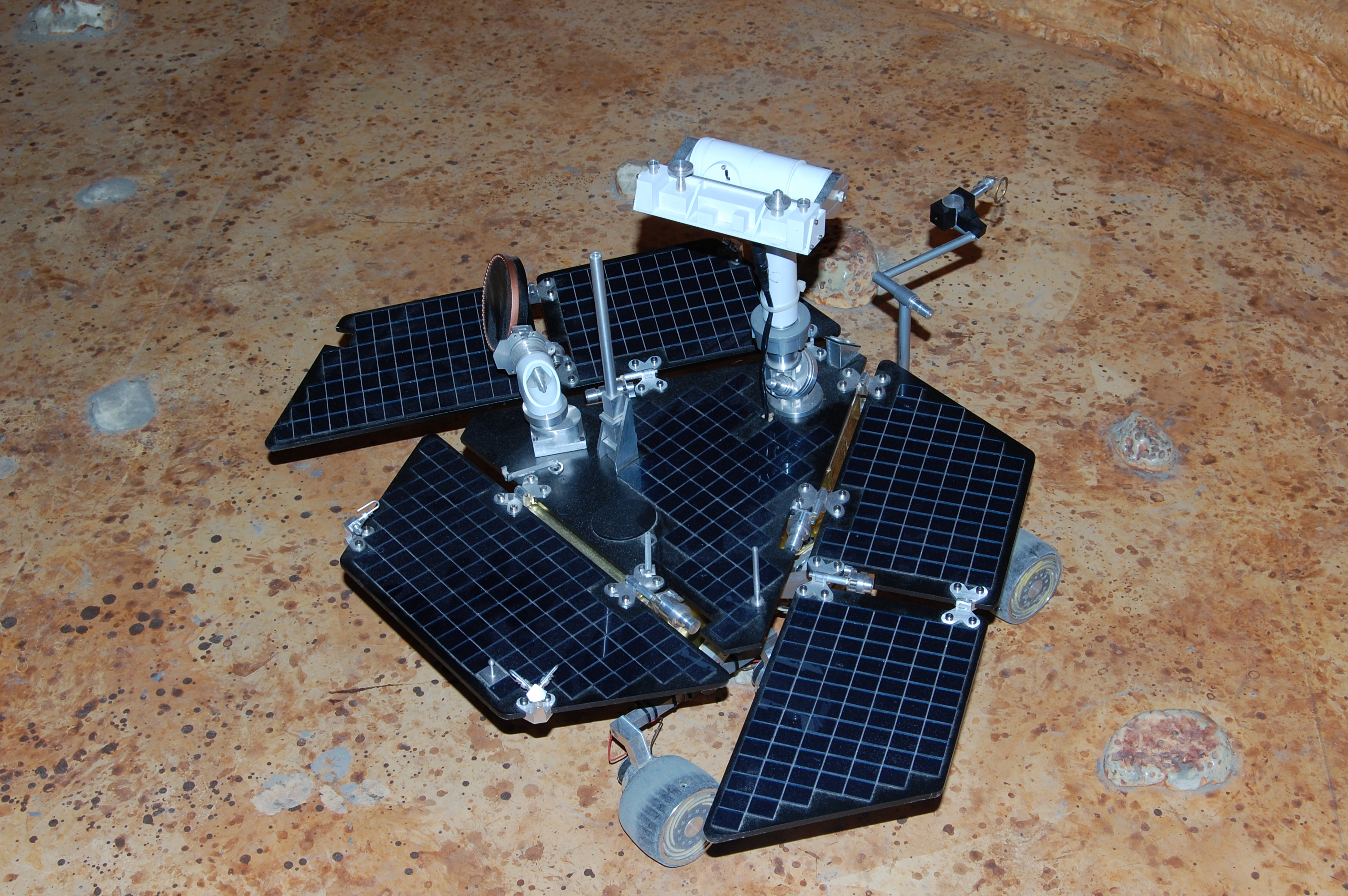
Управляемый марсоход